# 갈리아 루그두넨시스

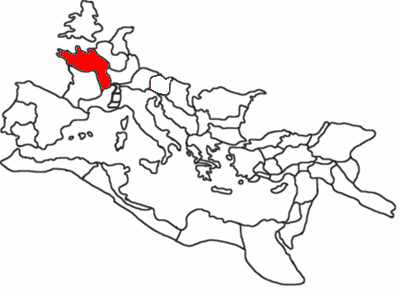
120년경 갈리아 루그두넨시스

갈리아 루그두넨시스(라틴어: Gallia Lugdunensis)는 현재의 프랑스에 위치한 로마 제국의 속주였다. 갈리아 전쟁이후로 로마에 병합되어 갈리아 코마타의 일부가 되었다가 후에 갈리아 루그두넨시스로 재구성되었다.
갈리아 루그두넨시스라는 이름은 "루그두눔의 갈리아"라는 의미로, 수도 루그두눔(현재의 리옹)에 따라 지어졌다. 갈리아 루그두넨시스는 북쪽으로 센강과 마른강을 경계로 갈리아 벨기카와, 가론느강을 경계로 아퀴타니아와 경계를 이루었다. 아우구스투스의 치세 동안 갈리아 루그두넨시스는 재편되어 루아르강과 가론느강 사이의 땅이 아퀴타니아로 넘어가게 되었고, 중부와 동부 일부가 떨어져 나가 게르마니아 수페리오르를 형성하였다. 지도상에 보이는 영토는 재편 이후를 나타낸 것이다.
갈리아 루그두넨시스의 영역은 현재 프랑스에서 오일어군과 프랑코프로방스어가 쓰이는 지역을 합친 것과 거의 일치하며, 북프랑스 대부분을 포함하는 갈리아 루그두넨시스의 수도가 리옹이었다는 점은 현재까지도 리옹과 론알프 일대를 그 지리적인 위치에도 불구하고 문화적으로 남프랑스가 아니라 북프랑스로 포함시키는 중요한 이유 중 하나이다.

## 같이 보기
- 라이어니스